# Thunder (chanteur)
Pour les articles homonymes, voir Thunder.
Park Sang-hyun (coréen : 박상현; né le 7 octobre 1990),,, mieux connu sous son nom de scène Thunder/Cheondung (coréen : 천둥), est un rappeur, danseur, parolier, acteur et modèle sud-coréen. Il est un ex-membre du boys band sud-coréen MBLAQ. Le 16 décembre 2014, il a été annoncé que Thunder se séparait du groupe afin de se focaliser sur l'étude de la musique pour un moment. Le 11 février 2015, il signe chez Mystic Entertainment sous le label APOP,,,,.
En dehors de sa langue maternelle qui est le coréen, Thunder parle couramment l'anglais et le tagalog, et peut tenir une conversation en mandarin et en japonais.[réf. souhaitée]

## Carrière

### Musique

#### Pré-debuts
Thunder est né à Busan en Corée du Sud mais a grandi aux Philippines, là où sa grande sœur Sandara Park a acquis une gloire nationale en 2004 après avoir gagné la deuxième place dans une compétition de recherche de talents. Il est apparu pour la première fois à la télévision quand il assistait à la finale avec sa mère. Plus tard, une fois que sa sœur a commencé ses activités mouvementées en tant que célébrité, une équipe de l'une des plus grosses agences télévisées de Corée du Sud est venue filmer et enregistrer sa vie quotidienne pour le documentaire My Name Is Sandara Park. Cela a marqué la première vraie apparition de Thunder sur la télévision coréenne.
La décision finale de Sandara qui fut de continuer ses activités dans son pays de naissance a conduit la famille à retourner en Corée du Sud en 2007. Pendant ce temps, Thunder termine son enseignement secondaire aux Philippines. Il a été plus tard révélé dans une interview pour un magazine qu'il avait originellement décidé de poursuivre une carrière de footballeur professionnel, plus précisément en tant que milieu de terrain. Il abandonne et auditionne à la place chez des agences de spectacles, et JYP Entertainment sera l'une d'entre elles. Il a pu suivre des cours de danse qui ont été offerts par la chaîne de Sandara de retour aux Philippines.
Thunder est finalement devenu stagiaire chez LOEN Entertainment, où il rencontrera la chanteuse IU. Il apparaîtra dans le clip de sa chanson qui lancera sa carrière, "Mia", et il a aussi été vu dans plusieurs vidéos personnelles avec elle où ils chantent la chanson "Lies" de Bigbang et "Sorry Sorry" des Super Junior.

#### MBLAQ (de 2009 à 2014)
Thunder a débuté au sein de ce groupe et tenait la position de vocaliste, de rappeur principal, de danseur principal et était considéré comme le visuel de MBLAQ. Le groupe a débuté le 9 octobre 2009, lors du concert de Rain Legend of Rainism où ils ont interprété plusieurs chansons de leur album single qui n'était pas encore sorti nommé Just BLAQ,. Le 14 octobre, MBLAQ sortent officiellement leur premier album single Just BLAQ, accompagné d'un clip vidéo qui sort le même jour. Un jour plus tard, MBLAQ font leurs débuts sur scène où ils interpréteront leur chanson titre "Oh Yeah" sur le plateau du M! Countdown diffusé sur Mnet. En juillet 2012, Thunder sort une chanson solo composée par ses soins, nommée "Don't Go" pour l'album "The BLAQ% Tour".
Le 16 décembre 2014, Thunder se retire officiellement de groupe après l'expiration de son contrat.

#### Débuts solo
En 2014, Thunder sort son premier single intitulé "Gone" qu'il a composé lui-même. Le 5 septembre, il sort son second single qui s'appelle "Monster".

### Travail d'acteur
En décembre 2011, Thunder fait un caméo dans le drama de la jTBC Padam Padam... The Sound of His and Her Heartbeats où il joue le rôle de Yang Kang Woo, le frère aîné de of Yang Kang Chil (joué par Jung Woo-sung).
En janvier 2013, il est choisi pour incarner le rôle principal du futur drama de la MBC, Nail Shop Paris, avec Gyuri du groupe Kara. En 2015, il est pris pour le rôle de Kang Hyunsuh dans le drama Make a Woman Cry qui vient une fois de plus de la MBC.
Comédies musicales
En 2014, Thunder est sélectionné pour la comédie musicale "Moon Night", aux côtés de Seungho des MBLAQ et Jiyou des Two X.
Apparitions dans des clips
En octobre 2009, il apparaît dans le clip de "New Celebration" de Lyn. En mars 2010, on le voit également dans le clip de "Gift Gift" de K.Will.

### Apparitions à la télévision
En mars 2010, Thunder aux côtés de Dongho des U-Kiss, Eli et Key des SHINee ont présenté une nouvelle émission de variétés nommée Raising Idol. Thunder a également participé à Mnet Scandal qui comme son nom l'indique était diffusé sur Mnet. Ayant vécu aux Philippines, il participe à l'émission d'une chaîne du câble Mom, I've gone crazy for English avec une autre chanteuse de K-pop, Nicole de Kara, où il était le mentor en anglais d'un jeune enfant. Il a aussi présenté The M-Wave, un programme musical diffusé sur Arirang TV, avec comme co-présentatrice et artiste Krystal des f(x),.
En 2011, Thunder est devenu membre permanent du casting de l'émission Imagination Arcade diffusée sur KBS.

### Mannequinat
Thunder a un corps de 9 deungshin. Le deungshin est la proportion de la taille de la tête et de la hauteur, dans laquelle on divise la hauteur par la taille de la tête. 9 est considéré comme un deungshin idéale parmi les Coréens.
En 2010, Thunder a été classé huitième par le magazine EPOP Mag version malaisienne dans le classement "Nine-Head Figures Flower Boys". Dans l'industrie de la mode, 1:9 est le ratio le plus parfait pour les modèles qui défilent.
En avril 2012, Wanna Girls magazine l'a nommé Nouvelle icône fashion de 2012 aux côtés de Jessica des Girls' Generation, Hyomin des T-ara et Junhyung de B2ST.
Travail d'impression solo
Du fait de son visage androgyne et de son image de modèle, il était dans le magazine Elle de février 2010. On lui a accordé quatre pages où il a pu montrer son image unique mais chic et fashionista.
En 2011, il quitte son image chic pour une apparence punk pour le magazine Singles' d'octobre qui lui a consacré six pages.
En 2012, il pose torse nu pour le magazine Harper's BAZAAR de mars. Dans la même année, il pose pour L’Officiel Hommes Korea d'avril, où il révèle son côté chic et sa masculinité charismatique encore plus que jamais. Les deux magazines lui ont accordé huit pages.
Défilés
En 2012, Thunder commence sa carrière dans les défilés en défilant pour la collection Coexistence de Lee Jae-ho à la Seoul Fashion Week printemps-été de 2013.
En novembre, il défile pour le designer coréen Park Jong-cheol au cours de son show 'Bling Bling Party' qui s'est déroulé pendant le SUNY Korea Festival.
En mars 2014, Thunder bénit une fois de plus les podiums pour le designer Lie(Lee) Sang Bong à la Seoul Fashion Week automne-hiver de 2014.

### Publicité
En novembre 2009, il joue dans un spot publicitaire avec les Wonder Girls pour la marque Cafe Mori.
En 2010, Thunder a également été choisi pour devenir le porte-parole d'Alba Heaven. C'est un site de recherche d'emploi, qui se concentre sur les utilisateurs qui cherchent des emplois à mi-temps avec de potentielles affaires avec les employeurs, il participera à une publicité qui sera diffusée à la radio.

## Discographie

### Singles promotionnels
| Année | Single     | Meilleure position    | Meilleure position | Album                  |
| Année | Single     | Gaon                  | Gaon               | Album                  |
| Année | Single     | Digital Comprehensive | Téléchargement     | Album                  |
| ----- | ---------- | --------------------- | ------------------ | ---------------------- |
| 2011  | "Blaq Cat" | —                     | —                  | Non-album release      |
| 2012  | "Don't Go" | 97                    | 82                 | The BLAQ%' Tour Part 2 |
| 2014  | "Gone"     | Gone Digital Single   |                    |                        |

### En tant qu'artiste participatif
| Année | Single                                  | Meilleure position | Meilleure position | Meilleure position | Album    |
| Année | Single                                  | COR                | JPN                | CHN                | Album    |
| ----- | --------------------------------------- | ------------------ | ------------------ | ------------------ | -------- |
| 2010  | "Merry Christmas in Advance" (avec IU)  | —                  | —                  | —                  | Real     |
| 2011  | "Run Away" (avec Lee Joon & Vision Wei) | —                  | —                  | 1                  | Daybreak |

### Apparitions dans des clips
Ce tableau regroupe les différentes apparitions d'un artiste dans le clip d'un autre artiste, mais également les performances d'acteurs notables dans un clip.
| Année | Titre de la chanson | Artiste | Vidéo      |
| ----- | ------------------- | ------- | ---------- |
| 2010  | Present             | K.Will  | starshipTV |

## Filmographie

### Dramas
| Année | Titre                                              | Chaîne         | Rôle          | Note             |
| ----- | -------------------------------------------------- | -------------- | ------------- | ---------------- |
| 2011  | Welcome to the Show                                | SBS            | Lui-même      | Caméo; sitcom    |
| 2011  | Moon Night 90                                      | Mnet           | Koo Jun-yup   | Drama fictif     |
| 2011  | Padam Padam... The Sound of His and Her Heartbeats | KBS            | Yang Kang-woo | Caméo            |
| 2012  | Strongest K-Pop Survival                           | Channel A      | Lui-même      | Caméo            |
| 2013  | Nail Shop Paris                                    | MBC Plus Media | Jin,          | Rôle principal   |
| 2015  | Make a Woman Cry                                   | MBC            | Kang Hyun-seo | Second rôle      |
| 2015  | We Broke Up                                        | CJ E&M         | Lui-même      | Caméo; web drama |

### Emissions de variétés/télé réalité
| Année       | Titre                                            | Chaîne    | Notes                                                                        |
| ----------- | ------------------------------------------------ | --------- | ---------------------------------------------------------------------------- |
| 2009        | Idol Army                                        | MBC       | saison 5 avec MBLAQ                                                          |
| 2009        | Art of Seduction                                 | Mnet      | avec MBLAQ                                                                   |
| 2010        | Raising Idols                                    | Comedy TV | avec Dongho, Eli & Key                                                       |
| 2010        | Idol Maknae Rebellion                            | ETN       | invité avec MBLAQ                                                            |
| 2010        | Mnet Scandal                                     | Mnet      | segment cast                                                                 |
| 2010        | Shin PD                                          | SBS       | épisode 1 avec MBLAQ, épisodes 8-9 avec Super Junior & MBLAQ sans G.O et Mir |
| 2010        | Making the Artist                                | GomTV     | avec MBLAQ                                                                   |
| 2010        | MBLAQ Goes To School                             | Mnet      | avec MBLAQ                                                                   |
| 2010        | Invincible Youth                                 | KBS2      | invité aux épisodes 40 et 41 avec MBLAQ                                      |
| 2010        | Flower Bouquet                                   | MBC       | invité avec MBLAQ pour un spécial Chuseok                                    |
| 2010        | Heroes                                           | SBS       | épisode 2 avec MBLAQ sans G.O                                                |
| 2010        | Win Win                                          | KBS2      | épisode 33, invité surprise pour Sandara                                     |
| 2010        | Star Golden Bell                                 | KBS       | invité                                                                       |
| 2010-2012   | Star King                                        | SBS       | invité avec MBLAQ                                                            |
| 2010-2012   | Weekly Idol                                      | Mnet      | invité avec MBLAQ                                                            |
| 2011        | Imagination Arcade                               | KBS       | casting habituel                                                             |
| 2011        | Beatles Code                                     | Mnet      | invité avec MBLAQ                                                            |
| 2011        | Strong Heart                                     | SBS       | invité à l'épisode 76                                                        |
| 2011        | 100 Points Out of 100 Points aka "Oh! My School" | KBS       | avec MBLAQ et d'autres idoles                                                |
| 2011        | Sesame Player                                    | Mnet      | saison 1 avec MBLAQ sans Mir à cause d'une blessure au dos                   |
| 2011        | We Got Married                                   | MBC       | commentateur invité pour l'épisode Housewarming Party II                     |
| 2011        | 1 vs 100                                         | KBS2      | participant                                                                  |
| 2011 - 2012 | Gag Concert                                      | KBS2      | invité avec MBLAQ (promotion de Mona Lisa et It's War),                      |
| 2012        | MBLAQ's Hello Baby                               | KBS       | avec MBLAQ                                                                   |
| 2012        | 1000 Song Challenge                              | SBS       | avec MBLAQ                                                                   |
| 2012        | Birth of a Family                                | KBS       | avec Seungho                                                                 |
| 2012        | Let's Go Dream Team! Season 2                    | KBS2      | épisode 103 avec Seungho & épisode 126 avec Mir                              |
| 2012        | Running Man                                      | SBS       | invité à l'épisode 95 avec Sistar & MBLAQ sans Mir                           |
| 2012        | MyDol                                            | Mnet      | avec MBLAQ & VIXX                                                            |
| 2012        | Idol Manager                                     | MBC       | avec MBLAQ                                                                   |
| 2012        | Best Doctor Show                                 | MBC       | invité avec Mir                                                              |
| 2013        | SNL Korea                                        | TvN       | avec MBLAQ                                                                   |
| 2013        | Star King                                        | SBS       | avec MBLAQ                                                                   |
| 2013        | Let's Go Dream Team! Season 2                    | KBS2      | avec MBLAQ                                                                   |
| 2013        | Immortal Songs 2                                 | KBS2      | avec MBLAQ                                                                   |
| 2013        | Weekly Idol                                      | Mnet      | avec MBLAQ                                                                   |
| 2013        | Beatles Code Season 2                            | Mnet      | avec MBLAQ                                                                   |
| 2013        | 1000 Song Challenge                              | SBS       | avec Seungho                                                                 |
| 2014        | Let's Go Dream Team! Season 2                    | KBS       | avec Seungho                                                                 |
| 2014        | Idol Star Athletics Championship                 | MBC       |                                                                              |

### Présentation d'émissions télévisées
| Année | Titre           | Chaîne     | Note                                                 |
| ----- | --------------- | ---------- | ---------------------------------------------------- |
| 2010  | The M Wave      | Arirang TV | Co-présenté avec Krystal Jung                        |
| 2011  | Show!Music Core | MBC        | Ulsan Summer Festival MC avec Lee Joon, Suzy, Jiyeon |
| 2011  | Show!Music Core | MBC        | spécial MC avec G.O pour accompagner Suzy            |
| 2012  | M! Countdown    | Mnet       | spécial MC avec G.O                                  |
| 2013  | M! Countdown    | Mnet       | spécial MC avec Lee Joon                             |

### Apparition dans des clips
| Année | Titre           | Artiste        |
| ----- | --------------- | -------------- |
| 2008  | Lost Child      | IU             |
| 2009  | New Celebration | Lyn (ft. Dok2) |
| 2010  | Present         | K.Will         |
| 2011  | No No No No No  | C-REAL         |
| 2013  | Do You Love Me  | 2NE1           |

## Comédies musicales
| Année | Titre              | Rôle        | Notes          |
| ----- | ------------------ | ----------- | -------------- |
| 2014  | Moon Night Musical | Lee Min Soo | Rôle principal |

## Publicité
| Produit             | Année(s)  | Notes                            |
| ------------------- | --------- | -------------------------------- |
| Cafe Mori           | 2009      | avec Wonder Girls                |
| TBJ nearby          | 2010      | avec MBLAQ ,                     |
| Lotte Cacao Black   | 2010      | avec MBLAQ                       |
| Tropicana Sparkling | 2010      |                                  |
| 인델리 Curry        | 2010      |                                  |
| ChapStick           | 2010      | avec MBLAQ & Yang Ji Won         |
| Alba Heaven         | 2010      |                                  |
| Calvin Klein        | 2010      | avec MBLAQ & Jaekyung de Rainbow |
| DOX watch           | 2011      | avec MBLAQ                       |
| SOVAGE Denim        | 2011      | avec MBLAQ                       |
| G by Guess          | 2011      | avec MBLAQ                       |
| Ball'n              | 2011      | avec MBLAQ                       |
| LECAF               | 2012-2013 | avec MBLAQ,                      |